# Swetlosar Lissitschkow
Swetlosar Lissitschkow (bulgarisch Светлозар Лисичков), (* 1960 in Russe) ist ein bulgarischer Bildhauer. Er lebt und arbeitet in Sofia.
Früher war er auf verschiedenen Gebieten der bildenden und angewandten Künste tätig.
Nach 1990 widmete er sich der Skulptur – Kleinfiguren aus Bronze, Stein und Holz.
Seine Bronzeskulpturen sind figural, meistens aber durch die Linse des Surrealismus gebrochen.
In seinem Werk ist auch die Mythologie präsent, von einem gegenwärtigen Standpunkt aus betrachtet.
Im Gegensatz dazu sind die Holz- und Steinfiguren eher stilisiert, ähnlich den Formen in der Natur.
Swetlosar Lissitschkow nahm an zahlreichen internationalen Holzskulptursymposien teil.
Swetlosar Lissitschkow hatte 10 eigene Ausstellungen in Bulgarien und Tschechien (u. a. 1996 in Prag) und er war an Ausstellungen in Paris, Odessa und Dänemark beteiligt.